# Лелечевский сельсовет
Лелечевский сельсовет — упразднённая административно-территориальная единица, существовавшая на территории Московской губернии и Московской области до 1959 года.
Лелечевский сельсовет был образован в первые годы советской власти. По данным 1923 года он входил в состав Лелечевской волости Егорьевского уезда Московской губернии.
По данным 1926 года сельсовет включал село Лелечи, деревни Аксёново Новое, Аксёново Старое, Луки, Прохорово, Янино, а также лесную сторожку Курлакова.
В 1929 году Лелечевский с/с был отнесён к Егорьевскому району Орехово-Зуевского округа Московской области.
17 июля 1939 года к Лелечевскому с/с был присоединён Гридинский с/с (селения Васинская, Гридинская, Лазарево, Луки, Новоаксёновская и Староаксёновская). Однако вскоре территория Лелечевского с/с сократилась — из него был выделен Гридино-Шувойский сельсовет.
28 декабря 1951 года к Лелечевскому с/с был присоединён Кочемский сельсовет. Одновременно из Лелечевского с/с в Бобковский были переданы селения Васинская и Лазарево.
27 июня 1959 года Лелечевский с/с был упразднён. При этом его территория была передана в Бобковский с/с.